# Chimarra amarganth
Chimarra amarganth là một loài Trichoptera trong họ Philopotamidae. Chúng phân bố ở miền Cổ bắc.